# 六月の花/国士無双
「六月の花/国士無双」（ろくがつのはな/こくしむそう）は、湘南乃風の19枚目のシングル。2018年6月6日にトイズファクトリーから発売された。

## 概要
- 前作から約3ヶ月振りとなるシングルである。今作もタイトルが3文字ではない。
- 表題曲の「六月の花」は前作「やめちまぇ!」に続き、寺岡呼人との共作によるものである。
- 通常盤・初回盤A・初回盤Bの3種類同時発売となる。
- 各盤によって収録曲数が異なっており、初回盤Aは8曲、通常盤と初回版Bは3曲となっている。
- 初回盤Aには、オリジナルメッセージカードと十五周年記念ステッカーTYPE Aを、初回盤Bには、「アカギ」の原作者、福本伸行による描き下ろしオリジナルステッカーを、通常盤には、オリジナルメッセージカードと十五周年記念ステッカーTYPE Bを付属。
- 2019年に元号が令和に改元されたため、本作が湘南乃風の平成最後のシングル作品となった。

## 収録曲

### 初回盤A
1. 六月の花
（作詞・作曲：湘南乃風、寺岡呼人 / 編曲：寺岡呼人）
  - 6月の花嫁（ジューンブライド）を題材とした結婚ソング。
2. 国士無双
（作詞：湘南乃風 / 作曲・編曲：湘南乃風、STAND ALONE）
  - BSスカパー!オリジナルドラマ「アカギ〜鷲巣麻雀完結編〜」主題歌
3. やめちまぇ! (軍団伝説〜2018〜 Live Ver.)
（作詞・作曲：湘南乃風、寺岡呼人 / 編曲：鈴木Daichi秀行）
4. Be Strong (軍団伝説〜2018〜 Live Ver.)
（作詞：湘南乃風 / 作曲・編曲：湘南乃風、STAND ALONE）
5. 指 (軍団伝説〜2018〜 Live Ver.)
（作詞：湘南乃風 / 作曲：湘南乃風、Amin03 / 編曲：湘南乃風、soundbreakers）
6. 我楽多 (軍団伝説〜2018〜 Live Ver.)
（作詞：湘南乃風 / 作曲：湘南乃風、篤志 / 編曲：湘南乃風、 CHIKA）
7. 湾岸 highway (軍団伝説〜2018〜 Live Ver.)
（作詞：湘南乃風 / 作曲：湘南乃風、Amin03 / 編曲：soundbreakers、湘南乃風）
8. 雪月花 (軍団伝説〜2018〜 Live Ver.)
（作詞・編曲：湘南乃風 / 作曲：AILI、湘南乃風）

### 初回盤B
1. 国士無双
2. 六月の花

### 通常版
1. 六月の花
2. 国士無双